# Kiss Me Kosher
Kiss Me Kosher (Kiss Me Before It Blows Up) ist eine deutsch-israelische Lesbische-Romantik-Komödie aus dem Jahr 2020 unter Regie und nach einem Drehbuch von Shirel Peleg. Der Film handelt von der Israelin Shira, gespielt von Moran Rosenblatt, und der Deutschen Maria, gespielt von Luise Wolfram, die sich dafür entscheiden in Jerusalem zu heiraten. Die Großmutter von Shira, Berta, dargestellt durch Rivka Michaeli, versucht dies zu verhindern. Kiss Me Kosher startete am 10. September 2020 in den deutschen Kinos.

## Handlung
Im Urlaub in Israel begegnet Maria, eine deutsche Biologin, der Barbesitzerin Shira und verliebt sich Hals über Kopf in sie. Schon kurze Zeit nach Ende des Urlaubs steht Maria mit ihrem Hab und Gut vor Shiras Tür und zieht bei ihr ein. Dass sich Shira ausgerechnet mit der Deutschen Maria einlässt, führt zu Konflikten zwischen Shira und ihrer jüdischen Großmutter Berta. Durch ein Missgeschick denkt Shira, Maria möchte ihr einen Heiratsantrag machen. So erscheinen bald auch Marias Eltern in Israel, und zwei unterschiedliche Familienwelten prallen in Jerusalem aufeinander. Auch wenn die Gegensätze groß sind, ist man sich einig, dass eine gute Hochzeit wohl geplant sein muss. Derweil versucht Berta aber nur eines – die Hochzeit zu verhindern. Eine Ehe zwischen einer Israelin und einer Deutschen ist aus ihrer Sicht unmöglich und dies, obwohl sie selbst vor ihrer Familie geheim hält, dass sie mit dem Palästinenser Ibrahim zusammen ist, weil sie weiß, dass dies nicht toleriert würde.

## Hintergrund
Kiss Me Kosher wurde von Fireglory Pictures in Koproduktion mit dem SWR, Arte, Erfttal Film und Big Top Studios erstellt. Gedreht wurde überwiegend in Tel Aviv, mit Dreharbeiten an einzelnen Tagen in Jerusalem an 27 Tagen zwischen Mitte Juni und Mitte Juli 2019. Der Film, der den Alternativtitel Kiss Me Before It Blows Up trägt, ist das Spielfilmdebüt von Peleg.
Die Produktion wurde von der Beauftragten der Bundesregierung für Kultur und Medien mit 100.000 Euro, vom Deutschen Filmförderfonds mit knapp 100.000 Euro und von Medienboard Berlin-Brandenburg mit 50.000 Euro, die Erstellung des Drehbuchs wurde von der MFG Filmförderung gefördert.
Kinostart in Deutschland und Österreich war am 10. September 2020, in der Schweiz soll der Film am 4. Dezember 2020 starten. Den Vertrieb weltweit übernimmt Totem Films mit Sitz in Paris, in Deutschland wird der Film von X Verleih vertrieben.

## Synchronisation
Die deutschsprachige Synchronisation für die englisch-hebräisch und arabischsprachigen Darsteller entstand nach einem Dialogbuch und unter Dialogregie von Andreas Drost im Auftrag der Rotor Film Babelsberg.
| Darsteller         | Synchronsprecher    |
| ------------------ | ------------------- |
| Moran Rosenblatt   | Lo Rivera           |
| Rivka Michaeli     | Isabella Grothe     |
| John Carroll Lynch | Detlef Bierstedt    |
| Aviv Pinkas        | Lea Kalbhenn        |
| Salim Dau          | Hans Bayer          |
| Irit Kaplan        | Almut Zydra         |
| Sarah Markowitz    | Friedel Morgenstern |
| Naama Amit         | Runa Aléon          |
| Eyal Shikratzi     | Philip Süß          |

## Ausstrahlung im deutschen Fernsehen
Der Film wurde am 5. August 2022 erstmals auf arte im deutschen Fernsehen ausgestrahlt.

## Rezeption
Knut Elstermann von MDR Kultur schreibt: „Peleg lässt in ihrem Debüt Vorurteile, Klischees, Unsicherheiten und Missverständnisse zwischen Deutschen und Israelis aufeinanderprallen und vergisst dabei nie, dass die Shoah der schreckliche Grund für das tiefe Misstrauen ist.“
Als Screwball-Komödie bezeichnet Martin Schwickert Kiss Me Kosher im Tagesspiegel und schreibt weiter: „Peleg inszeniert Dialoge, die von einem Fettnäpfchen ins nächste hüpfen. Die oberflächliche Hektik stehen im Kontrast zur Entspanntheit mit der familiäre und politische Probleme erzählt werden. Letztlich geht es nicht um Provokation, sondern darum, die Lachmuskeln anzuspannen.“ Im Ensemble hebt er besonders Rivka Michaeli und Moran Rosenblatt hervor.
Carsten Beyer von RBB Kultur schreibt: „[Pelegs] gute Kenntnis beider Kulturen ist in ihrer liebevollen Charakterzeichnung zu spüren. Das gelobte Land, das sie zeigt, ist definitiv keine heile Welt – und das Lachen über gelungene Situationskomik bleibt einem mehr als einmal im Hals stecken. Nimmt man noch die handwerklichen Details dazu – die ausdrucksstarken Bilder, die schnellen Schnitte und eine originell eingesetzte Filmmusik – so ist ‚Kiss Me Kosher‘ ein absolut gelungenes Debut.“ 
„An keiner Stelle driftet Peleg ins Aufhetzende ab, sie enthält sich jeder Dramatisierung oder gar Schuldzuweisung. Es geht ihr mehr um den Alltag in der persönlichen Unnormalität. Die Szenen an der Grenzkontrolle sind ebenso selbstverständlich wie die Interaktion arabischer und jüdischer Bewohner Jerusalems. Peleg stellt niemanden bloß, sondern benutzt die alten Vorstellungen von Schuld und Schicksal, um deren Unauflösbarkeit in eine Komödie zu verwandeln. Sie kennt sich aus in den Falten der Geschichte und kann sich deshalb darüber hinwegsetzen“, schreibt Ulrich Sonnenschein im Migazin.